# Varaždinska nogometna liga 1967./68.
Varaždinska nogometna liga je bila liga četvrtog stupnja nogometnog prvenstva Jugoslavije za sezonu 1967./68. Sudjelovalo je 14 klubova, a prvak je bio Udarnik iz Kućana Gornjeg. 

## Ljestvica
| mj. | klub                    | ut. | pob. | ner. | por. | gol+ | gol- | bod |
| --- | ----------------------- | --- | ---- | ---- | ---- | ---- | ---- | --- |
| 1.  | Udarnik Kućan Gornji    | 26  | 19   | 4    | 3    | 86   | 25   | 42  |
| 2.  | Zagorac Krapina         | 26  | 15   | 4    | 7    | 67   | 35   | 34  |
| 3.  | Sloboda Varaždin        | 26  | 15   | 4    | 7    | 58   | 31   | 34  |
| 4.  | Zagorka Bedekovčina     | 26  | 13   | 8    | 5    | 66   | 34   | 34  |
| 5.  | Trnje Trnovec           | 26  | 13   | 5    | 8    | 69   | 43   | 31  |
| 6.  | Jedinstvo Začretje      | 26  | 12   | 4    | 10   | 46   | 45   | 28  |
| 7.  | Podravina Ludbreg       | 26  | 10   | 6    | 10   | 56   | 68   | 26  |
| 8.  | Ivančica Ivanec         | 26  | 11   | 2    | 13   | 54   | 65   | 24  |
| 9.  | Mladost Varaždin        | 26  | 9    | 3    | 14   | 60   | 61   | 21  |
| 10. | Rudar Dubrava Zabočka   | 26  | 9    | 3    | 14   | 38   | 56   | 21  |
| 11. | Zagorac Kneginec        | 26  | 9    | 2    | 15   | 46   | 80   | 20  |
| 12. | Orač Petrijanec         | 26  | 8    | 3    | 15   | 44   | 65   | 19  |
| 13. | Mladost Marija Bistrica | 26  | 8    | 3    | 15   | 41   | 77   | 19  |
| 14. | Marof (Novi Marof)      | 26  | 5    | 1    | 20   | 27   | 73   | 11  |

- Začretje – tadašnji naziv za Sveti Križ Začretje

## Rezultatska križaljka
| kratica | klub                    | IVA | JED | MAR | MLAMB | MLAV | ORAČ | POD | RUD | SLO | TRNJ | UDA | ZGAKN | ZGAKR | ZGKB |
| --- | ----------------------- | --- | --- | --- | ----- | ---- | ---- | --- | --- | --- | ---- | --- | ----- | ----- | ---- |
| IVA | Ivančica Ivanec         |     |     |     |       |      |      |     |     |     |      |     |       |       |      |
| JED | Jedinstvo Začretje      |     |     |     |       |      |      |     |     |     |      |     |       |       |      |
| MAR | Marof (Novi Marof)      |     |     |     |       |      |      |     |     |     |      |     |       |       |      |
| MLAMB | Mladost Marija Bistrica |     |     |     |       |      |      |     |     |     |      |     |       |       |      |
| MLAV | Mladost Varaždin        |     |     |     |       |      |      |     |     |     |      |     |       |       |      |
| ORAČ | Orač Petrijanec         |     |     |     |       |      |      |     |     |     |      |     |       |       |      |
| POD | Podravina Ludbreg       |     |     |     |       |      |      |     |     |     |      |     |       |       |      |
| RUD | Rudar Dubrava Zabočka   |     |     |     |       |      |      |     |     |     |      |     |       |       |      |
| SLO | Sloboda Varaždin        |     |     |     |       |      |      |     |     |     |      |     |       |       |      |
| TRNJ | Trnje Trnovec           |     |     |     |       |      |      |     |     |     |      |     |       |       |      |
| UDA | Udarnik Kućan Gornji    |     |     |     |       |      |      |     |     |     |      |     |       |       |      |
| ZGAKN | Zagorac Kneginec        |     |     |     |       |      |      |     |     |     |      |     |       |       |      |
| ZGAKR | Zagorac Krapina         |     |     |     |       |      |      |     |     |     |      |     |       |       |      |
| ZGKB | Zagorka Bedekovčina     |     |     |     |       |      |      |     |     |     |      |     |       |       |      |
| |                         |     |     |     |       |      |      |     |     |     |      |     |       |       |      |
| podebljan rezultat - utakmice od 1. do 13. kola (1. utakmica između klubova) rezultat normalne debljine - utakmice od 14. do 26. kola (2. utakmica između klubova) rezultat nakošen - nije vidljiv redoslijed odigravanja međusobnih utakmica iz dostupnih izvora rezultat smanjen * - iz dostupnih izvora nije uočljiv domaćin susreta prekrižen rezultat - poništena ili brisana utakmica p - utakmica prekinuta 3:0 p.f. / 0:3 p.f. - rezultat 3:0 bez borbe |                         |     |     |     |       |      |      |     |     |     |      |     |       |       |      |

 Izvori: 

## Unutrašnje poveznice
- Zagrebačka zona 1967./68.